# 1924
Évszázadok: 19. század – 20. század – 21. század
Évtizedek: 1870-es évek – 1880-as évek – 1890-es évek – 1900-as évek – 1910-es évek – 1920-as évek – 1930-as évek – 1940-es évek – 1950-es évek – 1960-as évek – 1970-es évek
Évek: 1919 – 1920 – 1921 – 1922 –  1923 – 1924 – 1925 – 1926 – 1927 – 1928 – 1929

## Események

### Határozott dátumú események
- január 8. – A Kisantant külügyminiszteri konferenciája Belgrádban.[1]
- január 21. – Vlagyimir Iljics Lenin halála.[2]
- január 25. – Aláírják a csehszlovák-francia szövetségi szerződést.[3]
- január 27. – Jugoszláv–olasz barátsági és együttműködési szerződés aláírása Rómában. (Az Adria-paktum – vagy más néven Római-paktum – Fiumét szabad várossá nyilvánítja.)[1]
- február 1. – Anglia elismeri a Szovjetuniót,[4] és felveszi vele a diplomáciai kapcsolatokat („a Szovjetunió elismerésének elve”).
- február 1. – Olaszország elismeri a Szovjetuniót.[4]
- február 16. – A Népszövetség 1923. április 23-ai döntése értelmében a Nógrád vármegyei Somoskő és Somoskőújfalu Csehszlovákiától visszakerül Magyarországhoz.[3]
- február 25. – Ausztria elismeri a Szovjetuniót.[4]
- március 3. – II. Abdul-Medzsidet, az utolsó szultánt, megfosztják hatalmától és családjával együtt száműzik Törökországból.
- március 8. – Görögország elismeri a Szovjetuniót és felveszik a diplomáciai kapcsolatokat.[5]
- március 16. – Kárpátalján a katonai diktatúra feloldása után megrendezik az első csehszlovák parlamenti választásokat.[3]
- március 21. – A Szovjetunióban megszüntetik a Tyihon pátriárka ellen korábban megindított bírósági eljárást.
- március 26. – Az Olasz Királyság annektálja a Fiumei Szabadállamot, amelyet korábban az 1920. évi rapallói szerződés szavatolt.
- április 1. – A müncheni bíróság Hitlert öt év börtönbüntetésre ítéli, azonban csak 13 hónapot tölt le a rácsok mögött, miközben rendkívüli kényelemben él a landsbergi várbörtönben. (Titkára, Rudolf Heß segítségével ott írja meg a „Mein Kampf” című programjellegű művét.)[6]
- április 9. – Közzéteszik a német jóvátételt módosító Dawes–tervet.[7]
- április 15. – A Lengyel Nemzeti Bank megalapítása.[8]
- április 24. – A korrupciós botrányba keveredett csehszlovák szenátusi elnök, Karel Prášek lemond tisztségéről.[3]
- május 24. – Megalapítják a Magyar Nemzeti Bankot.[9]
- május 26. – Csehszlovák-olasz barátsági szerződést írnak alá.[3]
- június 2. – Az Egyesült Államok teljes körű polgárjogot adományoz az országban született indiánoknak.[10]
- június 13. – Gaston Doumergue szenátusi elnököt választják meg Franciaország államfőjévé.[11]
- június 24. – A Magyar Nemzeti Bank részvénytársasági formában megkezdi működését.[12]
- július 1. – A Horvát Parasztpárt (HPP) belép a moszkvai székhelyű Parasztinternacionáléba, főképp, hogy a nemzetközi közvélemény figyelmét felhívja a horvát kérdésre. (8 hónap után kilép.)[1]
- július 2. – Megalakul a Nemzetközi Sportújságíró Szövetség (AIPS).
- július 31. – Lengyelországban elfogadják az úgynevezett Peremvidék-törvényt.[13]
- szeptember 5. – Magyar–szovjet diplomáciai kapcsolatfelvétel.[4]
- szeptember 17. – Olaszország – területi igényei miatt – felmondja a rapallói szerződést.[1]
- október 2. – A Népszövetség elfogadja a nemzetközi viták békés rendezéséről szóló genfi jegyzőkönyvet.[14]
- október 10. – A csehszlovák nemzetgyűlés hét banktörvény elfogadásával szabályozza a pénzintézetek működését.[3]
- október 18. – Franciaország elismeri a Szovjetuniót.[4]
- október 30. – A Kínai Köztársaságban Cao Kun elnök uralmát saját tábornoka dönti meg.
- november 13. – Az Egységes Párt 1923 augusztusában kilépett szélsőjobboldali szekciója Gömbös Gyula vezetésével hét képviselővel megalakítja a Magyar Nemzeti Függetlenségi Pártot (Fajvédő Párt).[15]
- november 26. – Kikiáltják a Mongol Népköztársaságot.[16]
- november 28. – A Ruhr-vidéket elhagyják az utolsó megszálló francia és belga csapatok is.
- november 30. – Párizsi látogatásakor Károlyi Mihályt az Emberi Jogok Ligája magyar tagozatának elnökévé választják.[17]
- december 1. – Tallinnban kommunista felkelés tör ki, amelyet azonban gyorsan levernek, és a kommunista pártot betiltják.[18]

### Határozatlan dátumú események
- április – A csehszlovákiai ellenzéki pártok újabb memorandumot juttatnak el a Népszövetséghez a csehszlovák állampolgárság jogtalan megtagadása tárgyában.[3]

## Az év témái

### 1924 a filmművészetben
- január 10. – A CBC Sales Corporationt Columbia Picturesre keresztelik át
- március 1. – Walt Disney Alice egy napja a tengeren címen bemutatja első rajzfilmjét. (Alice Csodaországban c. mű alapján)
- április 26. – megalapul az Metro-Goldwyn-Mayer (MGM)
- America – rendező: D. W. Griffith
- Forbidden Paradise – főszereplője: Pola Negri; rendezte: Ernst Lubitsch
- Monsieur Beaucaire – főszereplő: Rudolph Valentino, rendezte: Sidney Olcott
- The Thief of Bagdad, rendező: Raoul Walsh és főszereplője: Douglas Fairbanks
- Balogh Béla – Aranymadár
- Gaál Béla – Csak nővel ne!
- Deésy Alfréd – Hollandi szív

### 1924 a sportban
- Az MTK nyeri az NB 1-et. Ez a klub 11. bajnoki címe.
- május 4. – július 27. VIII. Nyári olimpiai játékok – Párizs, Franciaország, 44 ország 3092 sportoló részvételével.
- január 25. – február 5. I. Téli olimpiai játékok – Chamonix, Franciaország, 16 ország részvételével.

### 1924 a tudományban
- Az Australopithecus nevű hominida első leletének (a Taung 1, „taungi gyermek”) felfedezése Dél-Afrikában.

### 1924 a zenében
- Kodály Zoltán: Székely fonó.
- George Gershwin: Rhapsody in Blue.

## Születések
- január 13. – Paul Karl Feyerabend osztrák származású tudományfilozófus († 1994)
- január 18. – D. Szabó Károly földműves, az 1956-os forradalom gyóni eseményeinek egyik vezető szereplője és kivégzettje († 1959)
- január 27. – Sabu indiai születésű amerikai színész († 1963)
- január 31. – John Lukacs Széchenyi-díjas magyar történész († 2019)
- március 7. – Abe Kóbó japán író († 1993)
- március 5. – Zakariás József kitűnő magyar labdarúgó, megbecsült edző, az Aranycsapat kiemelkedő középpályása, 35 válogatott mérkőzésen játszott († 1971)
- március 27. – Sarah Vaughn amerikai jazzénekesnő, zongorista († 1990)
- április 3. – Marlon Brando Oscar-díjas színész († 2004)
- április 6. – Méray Tibor Kossuth-díjas magyar író, újságíró († 2020)
- április 12. – Raymond Barre francia kormányfő († 2007)
- április 25. – Szőnyi Erzsébet Kossuth-díjas magyar zeneszerző, karvezető, zenepedagógus, a nemzet művésze († 2019)
- április 25. – Szenes Iván magyar zeneszerző, dalszövegíró († 2010)
- április 26. – Biksza Miklós magyar kommunista pártfunkcionárius († 1956)
- május 5. – Ignazio Spalla (Pedro Sanchez) olasz színész († 2005)
- május 9. – Bulat Salvovics Okudzsava szovjet-orosz költő, író, dalénekes († 1997)
- május 22. – Charles Aznavour örmény származású francia sanzonénekes († 2018)
- június 2. – Böszörményi Géza filmrendező, forgatókönyvíró († 2004)
- június 12. – George H. W. Bush, az USA 41. elnöke († 2018)
- június 13. – Rába György író, költő, műfordító († 2011)
- június 25. – Sidney Lumet amerikai rendező († 2011)
- június 27. – Brusznyai Árpád középiskolai tanár, az 1956-os forradalom kivégzett mártírja († 1958)
- június 29. – Mojmír Stránský cseh tervező, a Velorex egyik megalkotója († 2011)
- július 21. – Tamássy István magyar kertészmérnök, egyetemi tanár († 1995)
- augusztus 1. – Abdullah ibn Abdul-Aziz, Szaúd-Arábia királya († 2015)
- augusztus 3. – Leon Uris amerikai író († 2003)
- augusztus 4. – Szabad György Széchenyi-díjas magyar történész, politikus, az Országgyűlés elnöke (1990-94) († 2015)
- augusztus 5. – Fazekas Árpád magyar gyermekgyógyász főorvos, nyírségi helytörténeti kutató († 2019)
- augusztus 20. – Gajdócsi István jogász, gazdálkodó, politikus († 1989)
- augusztus 23. – Efrájim Kishon (Kishont Ferenc) magyar származású, izraeli író († 2005)
- augusztus 23. – Robert Solow amerikai közgazdász aki a gazdasági növekedés elméletével foglalkozott († 2023)
- augusztus 25. – Körmöczy Zsuzsa teniszező († 2006)
- augusztus 30. – Pándi Marianne zenetörténész († 2009)
- augusztus 30. – Kisfaludy Lajos vegyészmérnök, az MTA tagja, a gyógyszervegyészet jelentős alakja († 1988)
- szeptember 12. – Karádi Gábor amerikai magyar vízépítő mérnök, az MTA tagja († 2018)
- szeptember 13. – Falusi Károly magyar tsz-elnök, országgyűlési képviselő († 2003)
- szeptember 16. – Lauren Bacall amerikai színésznő, Humphrey Bogart legendás színész felesége († 2014)
- szeptember 17. – Balázs Dénes magyar földrajztudós, karsztkutató, világutazó († 1994)
- szeptember 20. – Bodrogi Tibor etnográfus († 1986)
- október 1. – Jimmy Carter, az USA 39. elnöke († 2024)
- október 5. – Gyarmati Olga olimpiai bajnok atléta († 2013)
- október 22. – Faluvégi Lajos közgazdász, pénzügyminiszter († 1999)
- november 3. – Köteles Erzsébet olimpiai bajnok magyar tornásznő († 2019)
- november 20. – Benoît Mandelbrot francia matematikus († 2010)
- november 22. – Geraldine Page Oscar-díjas amerikai színésznő († 1987)
- november 26. – George Segal amerikai szobrászművész († 2000)
- november 29. – Zsolnai Hédi magyar táncdalénekesnő, színésznő († 2004)
- december 5. – George Savalas görög származású amerikai színész, Telly Savalas testvére († 1985)
- december 8. – Hasznos István olimpiai bajnok vízilabdázó († 1998)
- december 14. – Kibédi Ervin színész († 1997)
- december 15. – Bogáti Péter magyar író, sci-fi-író († 2012)
- december 19. – Kós Lajos magyar bábművész († 2008)
- december 24. – Michael Goldberg amerikai absztrakt expresszionista festő († 2007)
- december 25. – Váci Mihály költő, műfordító († 1970)

## Halálozások
- január 14. – Zicsi és vásonkői gróf Zichy Géza magyar író, drámaíró, zeneszerző, zongoraművész, belső titkos tanácsos, császári és királyi kamarás, főrendiházi tag (* 1849)
- január 21. – Vlagyimir Iljics Lenin, a Szovjetunió első miniszterelnöke (* 1870)
- február 3. – Thomas Woodrow Wilson amerikai politikus, elnök (* 1856)
- március 17. – Ferdinandy Gejza jogtudós (* 1864)
- március 24. – Robert Nivelle francia tábornok, a francia erők főparancsnoka (1916–17) (* 1856)
- április 24. – Zielinski Szilárd építészmérnök (* 1860)
- június 3. – Franz Kafka csehországi német író (* 1883)
- augusztus 12. – Bródy Sándor író (* 1863)
- szeptember 9. – Tagányi Károly levéltáros, történész, etnográfus (* 1858)
- szeptember 22. – Kövess Hermann tábornagy, hadmérnök (* 1854)
- október 7. – Bér Dezső magyar festő, grafikus, karikaturista és plakáttervező (* 1875)
- október 12. – Anatole France Nobel-díjas francia író (* 1844)
- november 8. – Pasteiner Gyula művészettörténész, műkritikus, az MTA tagja (* 1846)
- november 10. – Pentelei Molnár János festőművész (* 1878)
- november 29. – Giacomo Puccini olasz zeneszerző (* 1858)

## Nobel-díjak
- A Nobel-díjat a svéd Alfred Nobel alapította, 1901 óta adják át, melyet a Svéd Királyi Tudományos Akadémia ítél oda a tudomány, irodalom és humanitárius területen kimagasló eredményt elért magánszemélyeknek illetve intézményeknek.

| Fizikai            | Manne Siegbahn    |
| Kémiai             | nem adták ki      |
| Orvosi-fiziológiai | Willem Einthoven  |
| Irodalmi           | Władysław Reymont |
| Béke               | nem adták ki      |